# 佩罗斯吉雷克
佩罗斯吉雷克（法語：Perros-Guirec，法語發音：[pɛʁɔs ɡiʁɛk]）是法国阿摩尔滨海省的一个市镇，位于该省西北部，属于拉尼永区。

## 地理
佩罗斯吉雷克（48°48'48"N, 3°26'36"W）面积14.16 平方千米，位于法国布列塔尼大區阿摩尔滨海省，该省份为法国西北部沿海省份，位于布列塔尼半岛北部，北濒大西洋英吉利海峡，西接菲尼斯泰尔省，南至莫尔比昂省，东临伊勒-维莱讷省。
与佩罗斯吉雷克接壤的市镇（或旧市镇、城区）包括：特雷加斯泰勒、卢阿内克、普勒默尔博杜、圣凯佩罗斯。
佩罗斯吉雷克的时区为UTC+01:00、UTC+02:00（夏令时）。

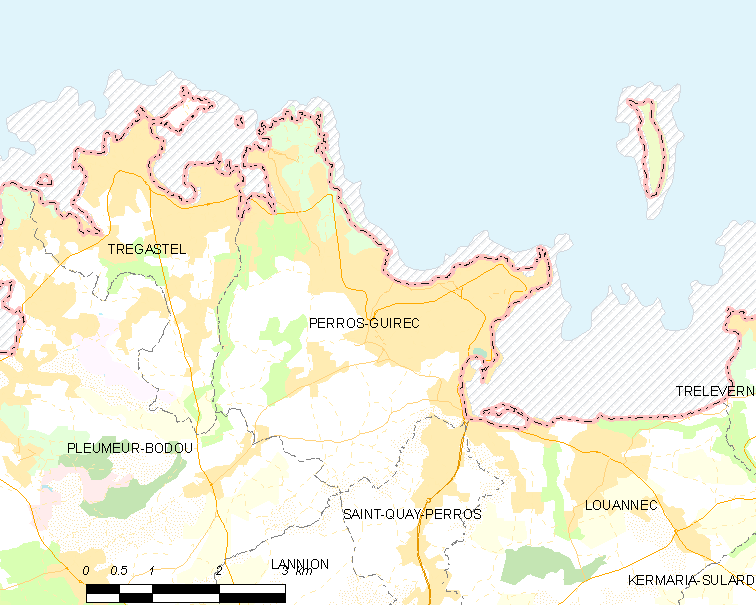
佩罗斯吉雷克的OSM定位图

## 行政
佩罗斯吉雷克的邮政编码为22700，INSEE市镇编码为22168。

## 政治
佩罗斯吉雷克所属的省级选区为佩罗斯吉雷克县。

## 人口

1962-2008年间佩罗斯吉雷克人口变化图示

佩罗斯吉雷克于2022年1月1日时的人口数量为7260人。